# Quentin Roosevelt

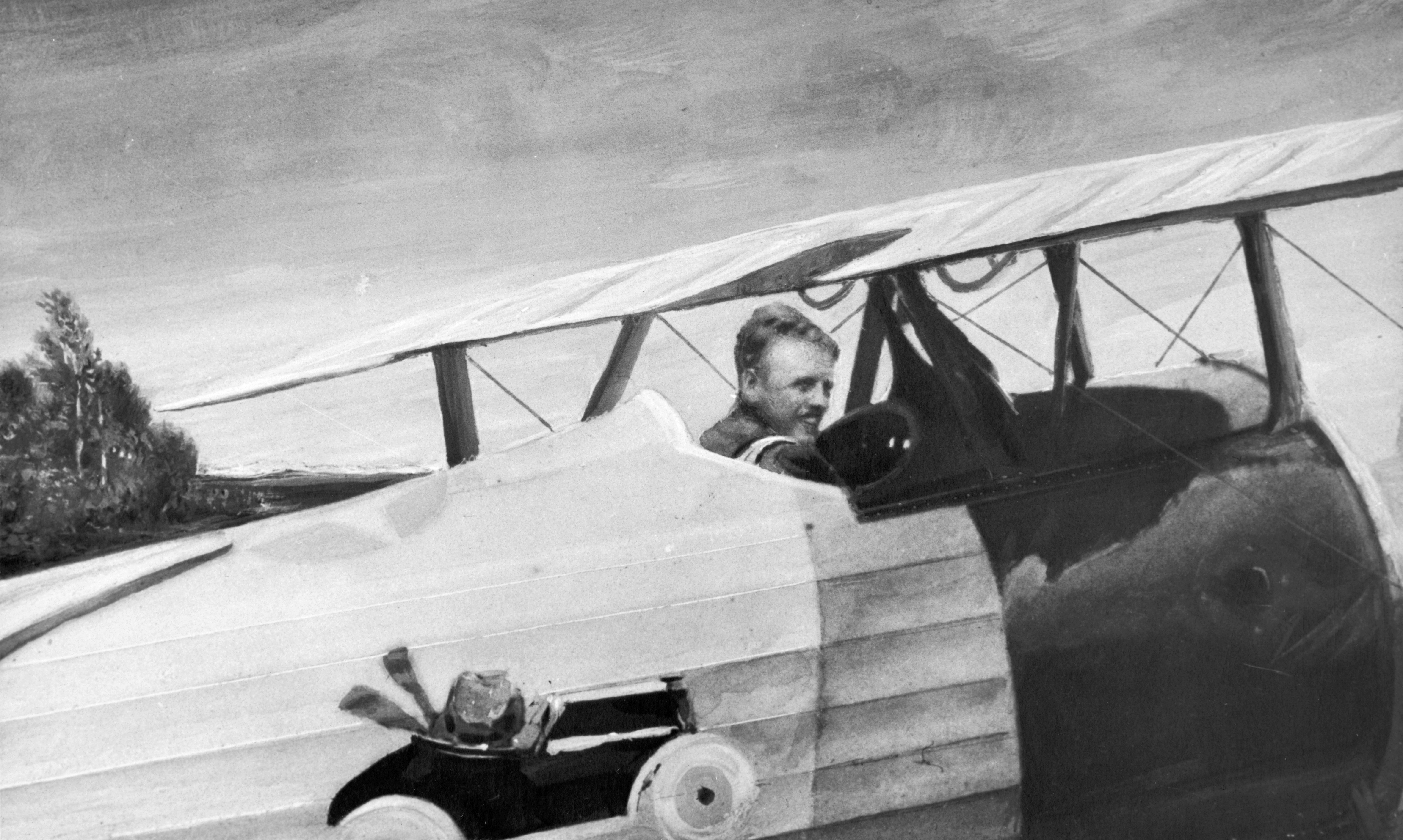
Quentin Roosevelt in seiner Maschine, 1918

Quentin Roosevelt (* 19. November 1897 in Washington, D.C.; † 14. Juli 1918 bei Coulonges-Cohan) war der jüngste Sohn des US-amerikanischen Präsidenten Theodore Roosevelt. Er fiel im Ersten Weltkrieg als Jagdflieger in Frankreich.

## Leben

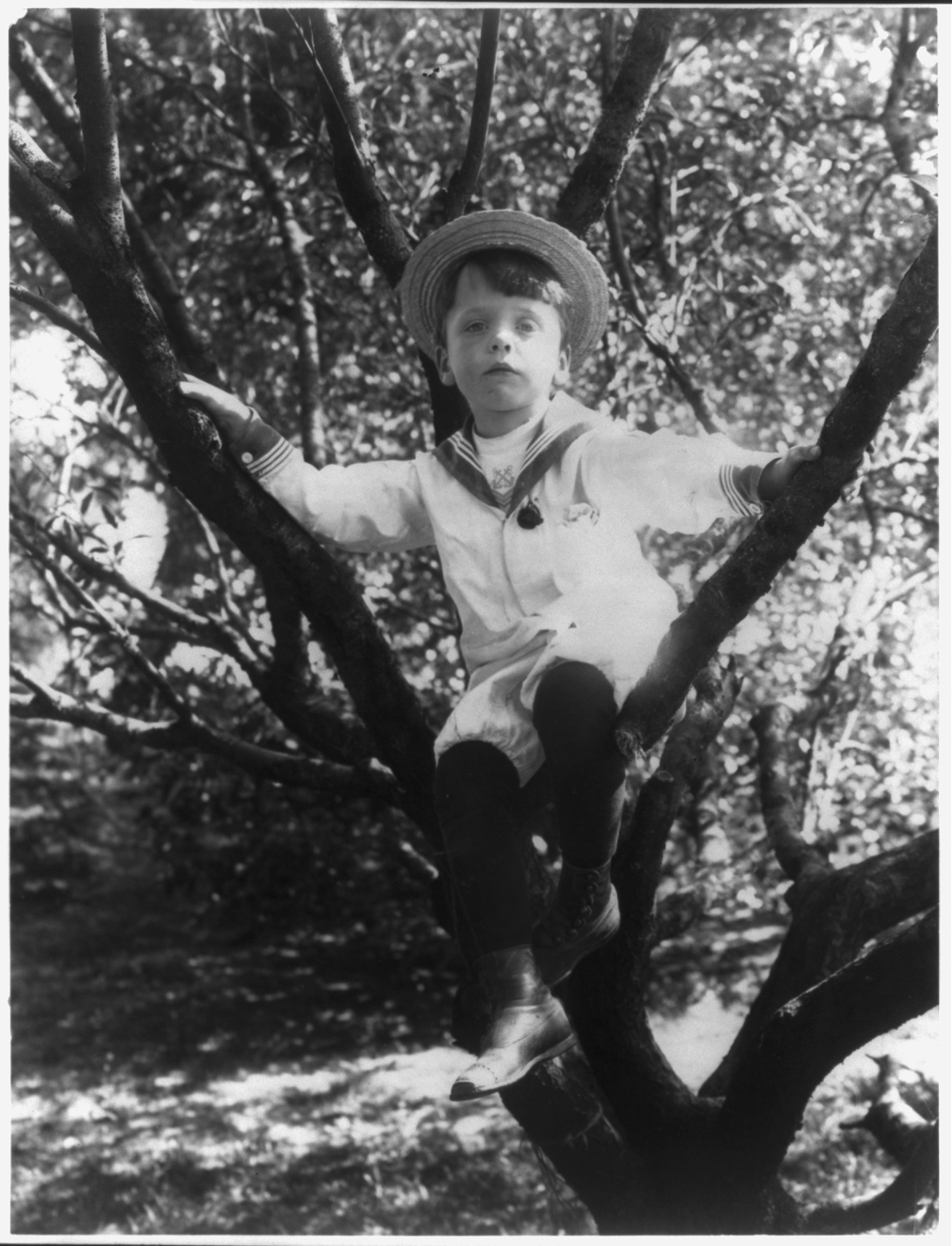
Quentin Roosevelt als Fünfjähriger, 1902

Quentin Roosevelt war drei Jahre alt, als sein Vater Präsident wurde, und erlebte seine Kindheit im Weißen Haus. Er besuchte private Internatsschulen in Alexandria (Virginia), Connecticut und Arizona und wurde 1915 an der Harvard University immatrikuliert. Obwohl er, kriegsbedingt, sein Studium dort nicht abschloss, verlieh ihm die Universität im Jahre 1919 posthum den Grad eines BA.
Nach dem Kriegseintritt der USA verließ Roosevelt im Mai 1917 die Universität und trat als Freiwilliger in die neu formierte 1st Reserve Aero Squadron ein, die erste Fliegerreserveeinheit der USA. Die Ausbildung fand auf dem Hazelhurst Field am Hempstead Plains Aerodrome auf Long Island statt, dem später nach ihm benannten Flugplatz Roosevelt Field. Nach beendeter Ausbildung und Beförderung zum Leutnant wurde Roosevelt nach Frankreich versetzt, wo er zunächst am Aufbau der großen Ausbildungsbasis des United States Army Air Service bei Issoudun beteiligt war, erst als Versorgungsoffizier, dann als Kommandant eines der Flugfelder. Gleichzeitig verfolgte er seine Ausbildung zum Piloten. Als solcher wurde er zunächst Fluglehrer, dann aber im Mai 1918 in die 95th Aero Squadron versetzt, Teil der 1st Pursuit Group. Die Staffel war zunächst in Touquin und dann ab 9. Juli 1918 in Saints stationiert. Am 10. Juli meldete Roosevelt seinen ersten Abschuss eines deutschen Jagdflugzeugs.

## Tod

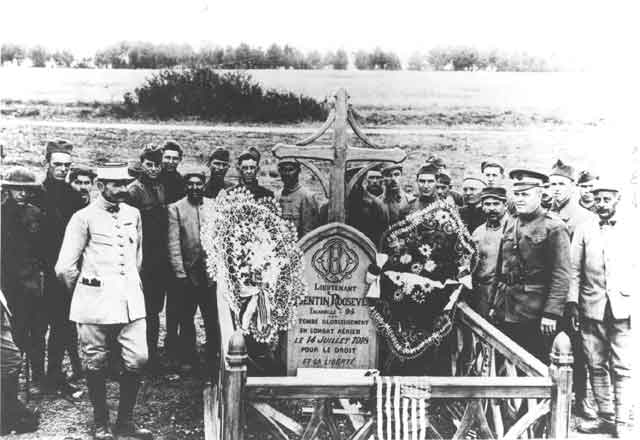
Alliierte Soldaten an Roosevelts Grab, 1918

Nur vier Tage später wurde sein Nieuport 28-Doppeldecker im Luftkampf über Chamery, etwa zehn Kilometer nördlich der Marne bei Coulonges-en-Tardenois, abgeschossen. Er selbst wurde durch zwei MG-Geschosse in den Kopf getötet. Die deutsche Seite bestattete ihn mit vollen militärischen Ehren, mit etwa 1000 in Formation angetretenen Soldaten an der Absturzstelle seines Flugzeugs. Das Dorf Chamery und Roosevelts Grab fielen am 18. Juli in alliierte Hand. Das Grab wurde mit einem großen Kreuz versehen und umzäunt und wurde ein insbesondere von amerikanischen Soldaten häufig besuchter Ort. Die französische Regierung ehrte ihn mit der posthumen Verleihung des Croix de guerre mit bronzenem Palmenzweig für ehrenvolle Nennung im Armeebericht.
1955 wurden Quentin Roosevelts Gebeine auf den amerikanischen Soldatenfriedhof Normandy American Cemetery and Memorial bei Colleville-sur-Mer umgebettet, wo sie neben seinem Bruder, Brigadegeneral Theodore Roosevelt Jr., bestattet wurden. Das einfache Holzkreuz, das die Deutschen zunächst auf seinem Grab errichtet hatten, ist heute im National Museum of the United States Air Force am Rande der Wright-Patterson Air Force Base in Dayton im US-Bundesstaat Ohio ausgestellt.

## Ehrungen
- Die USA benannten 1919 den Flugplatz Hempstead Plains Aerodrome bei Mineola (New York) in Roosevelt Field um.[2]
- Die französische Marine benannte schon im September 1918 das von ihr leihweise in Dienst gestellte ehemals russische Torpedoboot Boiki in Quentin Roosevelt um.
- Nachdem dieses Schiff im September 1919 an die russische Regierung übergeben worden war, benannte die französische Marine 1920 ihren Aviso Flamant in Quentin Roosevelt um.